# Macropsis marginatus
Macropsis marginatus är en insektsart som beskrevs av Herrich-schaeffer 1836. Macropsis marginatus ingår i släktet Macropsis och familjen dvärgstritar. Inga underarter finns listade i Catalogue of Life.